# Maria Crepaz
Maria Crepaz (* 1949) ist eine österreichische Galeristin, Kulturmanagerin und Festivalgründerin.

## Leben
Maria Crepaz gründete gemeinsam mit ihrem Mann Gerhard Crepaz in den 1960er Jahren die Galerie St. Barbara in Hall und leitete diese expandierende, für das kulturelle Leben in Tirol bedeutsame Institution über viele Jahre erfolgreich. Die beiden leisteten insbesondere im Bereich der Alten und Neuen Musik Pionierarbeit.
2024 erhielt sie den Tiroler Landespreis für Kunst, gemeinsam mit ihrer Tochter Hannah Crepaz.

## Auszeichnungen
- 2024: Tiroler Landespreis für Kunst[2]